# Michael Friedländer (Mediziner)
Michael Friedländer (* 1767 in Königsberg; † 4. April 1824 in Paris) war ein deutscher Mediziner.

## Leben
Michael Friedländer war der älteste Sohn des Kaufmanns Meyer Friedländer (* 1745 in Königsberg; † 22. November 1808 in Hannover) und dessen erster Ehefrau Goldea (* 1745; † 22. November 1806), Tochter von Meyer Michael David († 1799). Er war der Enkel des Kaufmanns und Bankiers Joachim Moses Friedländer (* 1712 in Zülz; † 1776 in Königsberg); sein Onkel war der Seidenfabrikant David Friedländer. Seine Geschwister waren:
- David Meyer Joachim Friedländer (* 23. Juni 1769 in Königsberg; † 9. Oktober 1825 ebenda), verheiratet mit Bona (Bune Brune) (* 1775 in Königsberg; † 17. August 1836 in Dresden), Tochter von Wolff Mendel Oppenheim (1753–1828), Negotiant und Bankier;
- Rebecca, genannt Blümchen (* 1770 in Königsberg; † 1838), verheiratet mit Samuel Wolff Friedländer (1764–1838);
- Josef Friedländer (* 1774 † 1846), verheiratet mit Betty, geb. Goldschmitt;
- Hindel Friedländer (* 1775; † unbekannt)
- Johanna Friedländer (* 1775; † 1864), verheiratet mit Bernhard Lippmann;
- Arabella Bella Friedländer (* 1781; † 1851);
- Heimann Maximilian Friedländer, später Friedholm (* 1787; † 1830), verheiratet mit Henriette, geb. Blaurock.

Er wurde zu Hause, gemeinsam mit seinen Geschwistern David, Joseph und Rebecca, von dem jüdischen Aufklärer Isaac Euchel, der auch die erste moderne hebräische Zeitschrift, die Monatsschrift Hame'assef, mit einer deutschsprachigen Beilage unter dem Namen Der Sammler, herausgab, erzogen. Weil er sich auf die Wissenschaft vorbereiten wollte, immatrikulierte er am 15. Oktober 1782 an der Artistenfakultät der Universität Königsberg, seine damaligen Lehrer waren unter anderem Immanuel Kant, der Universalgelehrte Karl Gottfried Hagen und der Generalsuperintendent Johann Ernst Schulz. 1787 begann er ein Medizinstudium und besuchte anfangs die Universität Berlin, ging dann an die Universität Göttingen und später an die Universität Halle.
Am 17. März 1791 promovierte er an der Universität Halle zum Dr. med. und unternahm anschließend eine dreijährige Reise durch Holland, England, Schottland, dort hielt er sich mehrere Monate in Edinburgh auf, Deutschland, Italien und durch die Schweiz an; während der Reise suchte er überwiegend die örtlichen Spitäler und Krankenhäuser auf und knüpfte Verbindungen zu medizinischen Gelehrten. Seine gesammelten Erfahrungen teilte er in dieser Zeit in mehreren Journalen mit.
1799 war Michael Friedländer einer der ersten Mediziner, die den Pockenimpfstoff nach Berlin brachten, nachdem Edward Jenner die moderne Schutzimpfung gegen Pocken entwickelt hatte.
Weil er aufgrund seiner jüdischen Herkunft in Königsberg keine Aussichten auf eine öffentliche Stelle hatte und auch, weil wegen der politischen Entwicklung fast alle Verbindungen nach Frankreich abgebrochen waren, fasste er 1800 den Entschluss, sich in Paris häuslich niederzulassen. Er war dort unter anderem der Hausarzt der Schriftstellerin Germaine de Staël in ihren letzten Lebensjahren und neben dem Schweizer Chirurgen Louis Jurine an ihrem Sterbebett zugegen.

### Schriftstellerisches Wirken
Er blieb mit Deutschland weiterhin verbunden, indem er gemeinsam mit Professor Christoph Heinrich Pfaff das Journal Französische Annalen für die allgemeine Naturgeschichte, Physik, Chemie, Physiologie und ihre gemeinnützigen Anwendungen herausgab, weiterhin schrieb er für die Journale von Christoph Wilhelm Hufeland sowie weitere deutsche und französische medizinische Zeitungen. Er schrieb Beiträge zu dem Journal de l’Education par Guizot und zu dem Dictionnaire des sciences médicales und war dazu auch Mitarbeiter an der Biographie universelle und der Révue encyclopédique. Er schrieb auch Aufsätze für die Beilage Der Sammler von Isaac Euchel.
1815 gab er sein Werk De l’Education physique de l’homme heraus, das 1819 durch F. E. Oehler als Über die körperliche Erziehung des Menschen ins Deutsche übersetzt wurde und in Leipzig erschien.

## Mitgliedschaften
- Michael Friedländer war Mitglied der Akademie der Wissenschaften in Paris.

## Schriften (Auswahl)
- Dissertatio inauguralis medica de calore corporis humani aucto ejusque medela. Halae: Grunert, 1791.
- Entwurf einer Geschichte der Armen und Armenanstalten. Leipzig, 1804.
- Versuche in der Arzneykunde. Leipzig 1804.
- Exposition du système cranologique de M. Gall: présenté à la Societé de médecine. Paris 1806.
- Sammlung von Beobachtungen und Thatsachen, die die häutigen Bräune (Croup) betreffen, aus dem von der französischen Originale übersetzt und herausgegeben. Tübingen: Cotta, 1808.
- De l’éducation physique de l’homme. Paris, Treuttel et Würtz, 1815.
- Observations relatives à la lettre de M. Friedlander sur l’état actuel du magnétisme en Allemagne. Paris, Dentu, 1817.
- Über die körperliche Erziehung des Menschen. Übersetzt aus dem Französischen von Eduard Oehler. Leipzig 1819.
- Bibliographie méthodique des ouvrages publiés en Allemagne, sur les pauvres: précédée d’un coup d’oeil historique sur les pauvres, les prisons, les hopitaux, et les institutions de bienfaisance de ce pays. Paris: Imprimerie de J. Smith, 1822.